# Retipenna grahami
Retipenna grahami är en insektsart som först beskrevs av Banks 1940.  Retipenna grahami ingår i släktet Retipenna och familjen guldögonsländor. Inga underarter finns listade i Catalogue of Life.